# 南因弗內斯海蘭茲 (佛羅里達州)
南因弗內斯海蘭茲（英語：Inverness Highlands South）是位於美國佛羅里達州西特拉斯縣的一個人口普查指定地區。

## 地理
南因弗內斯海蘭茲的座標為28°47′58″N 82°19′50″W / 28.79944°N 82.33056°W，而該地最高點為海拔高度17米（即56英尺）。

## 人口
根據2010年美國人口普查的數據，南因弗內斯海蘭茲的面積為14.60平方千米，當中陸地面積為14.57平方千米，而水域面積為0.03平方千米。當地共有人口6542人，而人口密度為每平方千米448人。